# 迪德里克·滕塞特
迪德里克·滕塞特（挪威語：Didrik Tønseth，1991年5月10日—），挪威男子越野滑雪运动员。他曾代表挪威参加2018年冬季奥林匹克运动会越野滑雪比赛，获得男子4×10公里接力金牌。